# Mets de Guaynabo (pallacanestro)
I Mets de Guaynabo sono una società cestistica avente sede a Guaynabo, a Porto Rico. Fondati nel 1977, hanno giocato nel campionato portoricano. Si sono sciolti nel 2013 per tornare nel 2019.
Giocavano le partite interne al Mario Morales Coliseum.

## Palmarès
- Campionati portoricani: 3

1980, 1982, 1989

## Cestisti
Masresha Lento

## Allenatori
Carlo Pasta.